# Elena Sánchez Blanco
Elena Sánchez Blanco (El Aaiun, Sáhara Español, 31 de octubre de 1962) es una funcionaria de inteligencia española. Ha dedicado gran parte de su vida al Centro Nacional de Inteligencia (CNI) donde desempeñó desde el 20 de junio de 2008 a agosto de 2012 el puesto de Secretaria General con rango de subsecretaria.
Licenciada en Filología Inglesa por la Universidad Complutense de Madrid, máster en Traducción por la misma universidad y en El Magreb Contemporáneo. Relaciones de España en el Norte de África, por la Universidad Nacional de Educación a Distancia (UNED). Ingresó en 1988 en el Centro Nacional de Inteligencia y desde entonces ha desempeñado diferentes destinos en el ámbito de la inteligencia. En 2008 reemplazó a Esperanza Casteleiro como número dos de la agencia, cesando en agosto de 2012 y pasando a ser jefa de Delegación del CNI en Washington.
En marzo de 2018 fue nombrada directora de Seguridad e Inteligencia del Grupo Santander.